# Steninge, Sigtuna kommun
Steninge är en bebyggelse omkring  Steninge slott i Husby-Ärlinghundra socken i Sigtuna kommun i Stockholms län. Bebyggelsen avgränsades först som småort 1990 omfattande bebyggelse väster om slottet för att 1995 och 2000 omfatta mer omkring själva slottet. Mellan 2005 och 2020 uppfyllde bebyggelsen inte kraven för att klassas som småort. Vid 2020 års avgränsning avgränsades en tätort för bebyggelse belägen främst norr om slottet.

## Befolkningsutveckling
| Befolkningsutvecklingen i Steninge 1990–2020 | Befolkningsutvecklingen i Steninge 1990–2020 | Befolkningsutvecklingen i Steninge 1990–2020 | Befolkningsutvecklingen i Steninge 1990–2020 | Befolkningsutvecklingen i Steninge 1990–2020 |
| -------------------------------------------- | -------------------------------------------- | -------------------------------------------- | -------------------------------------------- | -------------------------------------------- |
|                                              |                                              |                                              |                                              |                                              |
| År                                           |                                              |                                              | Folkmängd                                    | Areal (ha)                                   |
| 1990                                         | 1990                                         |                                              | 50                                           | 18#                                          |
| 1995                                         | 1995                                         |                                              | 50                                           | 28#                                          |
| 2000                                         | 2000                                         |                                              | 51                                           | 28#                                          |
| 2005                                         | 2005                                         |                                              | 0                                            | 56#                                          |
| 2010                                         | 2010                                         |                                              | 0                                            | 56#                                          |
| 2015                                         | 2015                                         |                                              | 0                                            | 66#                                          |
| 2020                                         | 2020                                         |                                              | 409                                          | 22                                           |
| Anm.: # Som småort.                          |                                              |                                              |                                              |                                              |